# Previsioni stagionali
In meteorologia e climatologia le previsioni stagionali sono un tipo di previsioni del tempo atmosferico, che si collocano a metà tra le previsioni meteorologiche propriamente dette, che hanno un limite di prevedibilità o prognosi fino alle 2 settimane, e le previsioni climatiche che invece hanno un range minimo annuale. Tali previsioni, attualmente in fase sperimentale, coprono un arco di una stagione e rinunciano al livello di dettaglio spazio-temporale delle comuni previsioni meteorologiche, tendendo ad essere più simili alle previsioni climatiche ovvero fornendo in uscita la stima di alcuni parametri essenziali come temperatura e piovosità su vasti territori appoggiandosi spesso ai pattern della circolazione atmosferica a scala sinottica come le teleconnessioni atmosferiche.